# Romain Kalbris
 (octobre 2015).
Si vous disposez d'ouvrages ou d'articles de référence ou si vous connaissez des sites web de qualité traitant du thème abordé ici, merci de compléter l'article en donnant les références utiles à sa vérifiabilité et en les liant à la section « Notes et références ».
Romain Kalbris est un conte d'Hector Malot publié en 1869.

## Résumé
À la fin du XIXe siècle en Normandie, alors qu'il a 9 ans, Romain ramène chez lui Bihorel qu'il a trouvé une nuit, perdu sur la plage. Il l'éduque alors mais Bihorel disparait et Romain rentre chez sa mère. Puis il va chez son oncle, huissier à Dol, qui le maltraite. Il fuit. Il porte le sac d'un peintre ambulant qui le nourrit. Le peintre est arrêté et Romain fuit. Il est engagé par des saltimbanques. Il s'en échappe avec Diélette et ils vont à Paris. Diélette est très malade et récupérée par les gendarmes. Romain est engagé scripteur de la criée. Diélette sort de l'hopital et ils partent. Il l'emmène chez sa mère et lui va au Havre, embarque sur un navire et se retrouve seul en mer. Il échoue près de Cherbourg, est renvoyé au Havre où on lui fait jouer son naufrage et il gagne de l'argent. Il retourne chez sa mère et y retrouve Bihorel ! Il hérite d'un oncle indien, a 2 enfants avec Diélette et achète 6 navires.